# Río Mánych
El río Mánych, habitualmente, o también río Mánych Occidental (transcrito a veces como Manyč) (en ruso: За́падный Ма́ныч) en su curso bajo, es un río de la estepa de Rusia meridional. Su cuenca drena una superficie de 35 400 km² (similar a países como Guinea-Bissau, Taiwán o Moldavia) y tiene una longitud de 219 km (si se considera que nace en el lago Mánych-Gudilo) o 420 km (si se considera la divisoria de la depresión Kumá-Mánych), aunque si se considera el sistema conjunto Mánych-Kalaus alcanza los 856 km (420+436 km).
Administrativamente, el río discurre por la república de Kalmukia y el óblast de Rostov de la Federación de Rusia.
A veces, el nombre Mánych es aplicado a todo el sistema de ríos intermitentes y lagos de la depresión Kumá-Mánych. 

## El río Mánych Occidental
En general, Mánych simplemente se refiere al río Mánych Occidental, el afluente del río Don. El río Mánych tiene su fuente es el lago Mánych-Gudilo (344 km²), localizado en el suroeste parte de la república de Kalmukia. Muy pronto se interna en el óblast de Rostov y el río discurre en dirección predominantemente Oeste, en un trayecto totalmente embalsado en el que la principal ciudad es Proletarsk (19 572 hab. en 2002 y que desemboca en el río Don por la izquierda, en Mánychskaya, al este de la ciudad de Rostov del Don (1 068 267 hab.).
Existen tres embalses en el río Mánych Occidental, que son, en sentido aguas abajo, los siguientes:
- embalse Proletarsk (Пролетарское водохранилище) (presa localizada en 46°37′53″N 41°39′36″E / 46.63139, 41.66000, cerca de la ciudad de Proletarsk);
- embalse Vesyólovskoye (Весёловское водохранилище) (presa localizada en 47°06′36″N 40°46′37″E / 47.11000, 40.77694, cerca del municipio de Vesyoly);
- embalse Ust'-Mánych (Усть-Манычское водохранилище) (presa localizada en 47°14′20″N 40°15′53″E / 47.23889, 40.26472).

La presa del embalse Proletarsk es lo suficientemente alta para elevar el nivel de agua hasta el lago Mánych-Gudilo, a más de 150 km de distancia aguas arriba, por lo que, de hecho, el lago se ha convertido en parte del embalse Proletarsk. Los tres embalses (y el lago Mánych-Gudilo) forman una cadena casi continua y el curso original del río está inundado casi en su totalidad. Según los cálculos del geógrafo ruso Alexander Bazelyuk, sólo 9,1 km de la longitud del río Mánych Occidental permanecen en su curso original como «río»: 8,2 km desde la presa de Vesyolovsk al embalse de Ust-Mánych, y 0,9 km desde la presa de Ust-Mánych hasta la desembocadura en el río Don.

## El río Mánych Oriental
Menos conocido que su primo occidental, el río Mánych Oriental corre a través de la parte oriental de Kalmukia, a lo largo de su frontera con el krai de Stávropol y desagua en los lagos Sóstinskie (Состинские озёра). Según los geógrafos rusos, el Mánych Oriental tiene 141 kilómetros de largo, mientras que, si se incluyen las secciones por lo general secas de su curso inferior, la longitud total sería de más de 220 km.
En este río se encuentra el embalse de Chogray (Чограйское водохранилище; 45°29′30″N 44°36′10″E / 45.49167, 44.60278), acabado en 1969. El embalse recibe agua del río Térek y del río Kumá a través del canal Térek-Kumá (terminado en 1958) y del canal Kumá-Mánych (terminado en 1965).

## La fuente común
Anteriormente, los cursos altos de ambos ríos Mánych estaban conectados, al menos, en los años húmedos y durante algunas temporadas. El río Kalaus, al llegar al thalweg de la Depresión Kumá-Mánych (45°43′N 44°06′E / 45.717, 44.100), se divide: los brazos o defluentes que van al norte y al oeste, hacia el lago Mánych-Gudilo, serían las fuente del río Mánych Occidental; los otros distributarios, que fluyen al sur y al este, serían las cabeceras del río Mánych Oriental. En el siglo XX, la mayor parte del agua entró en los distributarios de la zona oriental, hasta que fueron represadas. Más tarde, fue construido un sólido dique que impide cualquier flujo de agua desde el río Kalaus al Mánych Oriental, con lo que el Kalaus pasó a ser solamente la fuente del Mánych Occidental.

## Canales
Históricamente (antes de la construcción de las presas y canales, es decir, hasta 1932-40, para el Mánych Occidental, y hasta 1969 para el Mánych Oriental), ambos ríos eran intermitentes. Durante los años secos, e incluso durante las partes más secas de los años normales, ambos ríos Mánych consistían simplemente en una cadena de pequeños lagos o lagunas salobres o con agua salada. El sistema, generalmente, se llenaba completamente con agua fresca sólo durante la primavera, en la época de crecidas de agua.
Desde mediados de siglo XX ambos ríos Mánych reciben gran cantidad de agua dulce a través de una red de canales de riego. Desde 1948-53, el Mánych Occidental ha estado recibiendo agua del río Kubán (a través del Canal Nevinnomyssk y del río Yegorlyk, un afluente de la izquierda del Mánych Occidental) y del embalse de Tsimlyansk del río Don (a través del Canal Don). Desde finales de los 1960, el Mánych Oriental ha estado recibiendo agua del río Térek y del río Kumá a través del canal Kumá-Mánych. Según los cálculos de A. Bazelyuk, el caudal anual de agua en el Mánych Occidental (medido en el municipio de Vesyoly) es 8,3 veces mayor que era antes de la construcción de la presa y del canal, mientras que en el Mánych Oriental (medido en la presa Chogray) es 4,3 veces mayor que antes.
El canal Kumá-Mánych comienza cerca de la aldea de Novokumsky, entre Budyónnovsk y Neftekumsk, en un pequeño embalse sobre el río Kumá (44°48′10″N 44°39′40″E / 44.80278, 44.66111) en el que el canal Térek-Kumá (Терско-Кумский канал), terminado en 1958, lleva agua desde el río Térek, desde el sur. A partir de ahí, el canal Kumá-Mánych lleva primero el agua aproximadamente en dirección Noreste y, a continuación, hacia el Noroeste, hasta terminar en la orilla sur del embalse Chogray, en el río Mánych Oriental (en Google Maps aparece una pequeña península, formada por los depósitos aluviales en el punto final del canal (45°27′50″N 44°37′33″E / 45.46389, 44.62583).
Si los planes para el proyecto del canal Eurasia, que unirá el mar Caspio con el mar Negro, son realizados, es probable que el río Mánych sea parte de la sección central y occidental.